# داوود رفعتی
داوود رفعتی (زاده ۱۱ اسفند ۱۳۴۹ ذر تهران) کمک داور ایرانی فوتبال است. وی در سال ۱۳۶۹ داوری را شروع کرده و در سال ۱۳۸۳ وارد لیست فیفا شده‌است.